# (30854) 1991 VB
1991 في بي (ويعرف أيضًا باسم (30854) 1991 في بي وفق تسمية الكوكب الصغير) (بالإنجليزية: 1991 VB)‏ هو كويكب ضمن حزام الكويكبات؛ وترتيبه 30854 من حيث الاكتشاف.
اكتُشف هذا الجُرم الفلكي بواسطة اليانور إف. هيلين في 1 نوفمبر 1991.

## وصلات خارجية
- (30854) 1991 VB في قاعدة بيانات مختبر الدفع النفاث لأجرام النظام الشمسي الصغيرة

- الاكتشاف · مخطط المدار ·  العناصر المدارية · المعلمات المادية

- (30854) 1991 VB على موقع ويكي سكاي: DSS2, SDSS, GALEX, IRAS, Hydrogen α, X-Ray, Astrophoto, Sky Map, Articles and images